# Bein von Lord Uxbridge

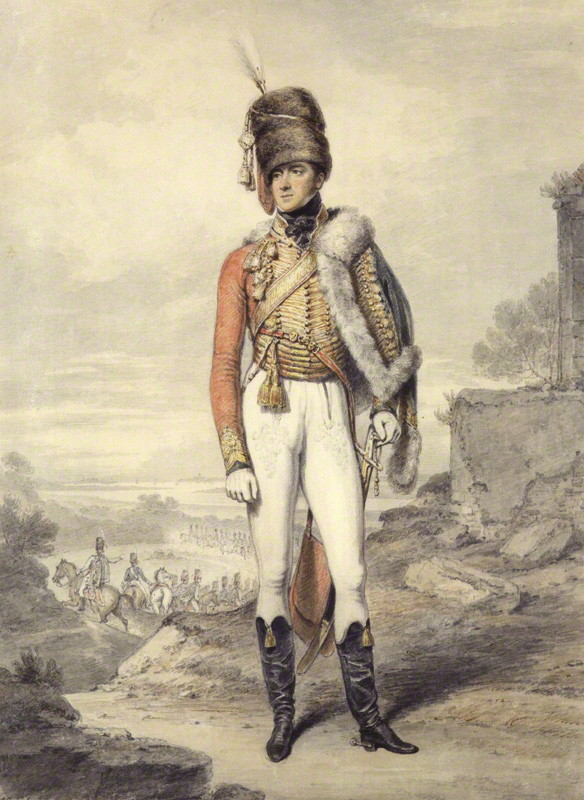
Lord Uxbridge. Porträt von Henry Edridge (1808), vor dem Verlust seines Beines

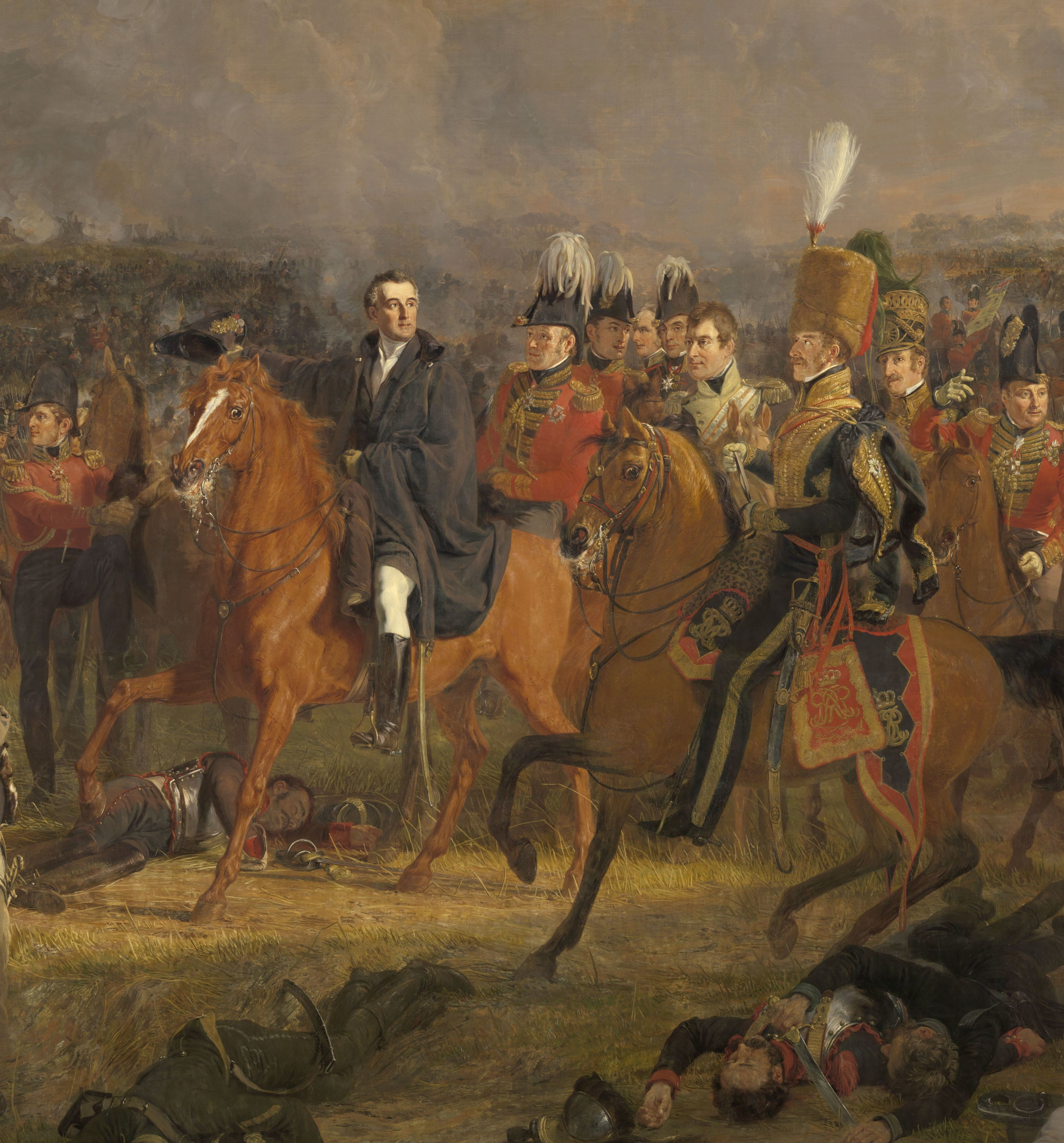
Uxbridge (r.) und Wellington (l.) während der Schlacht. Detail eines Gemäldes von Johan Willem Pieneman (1824)

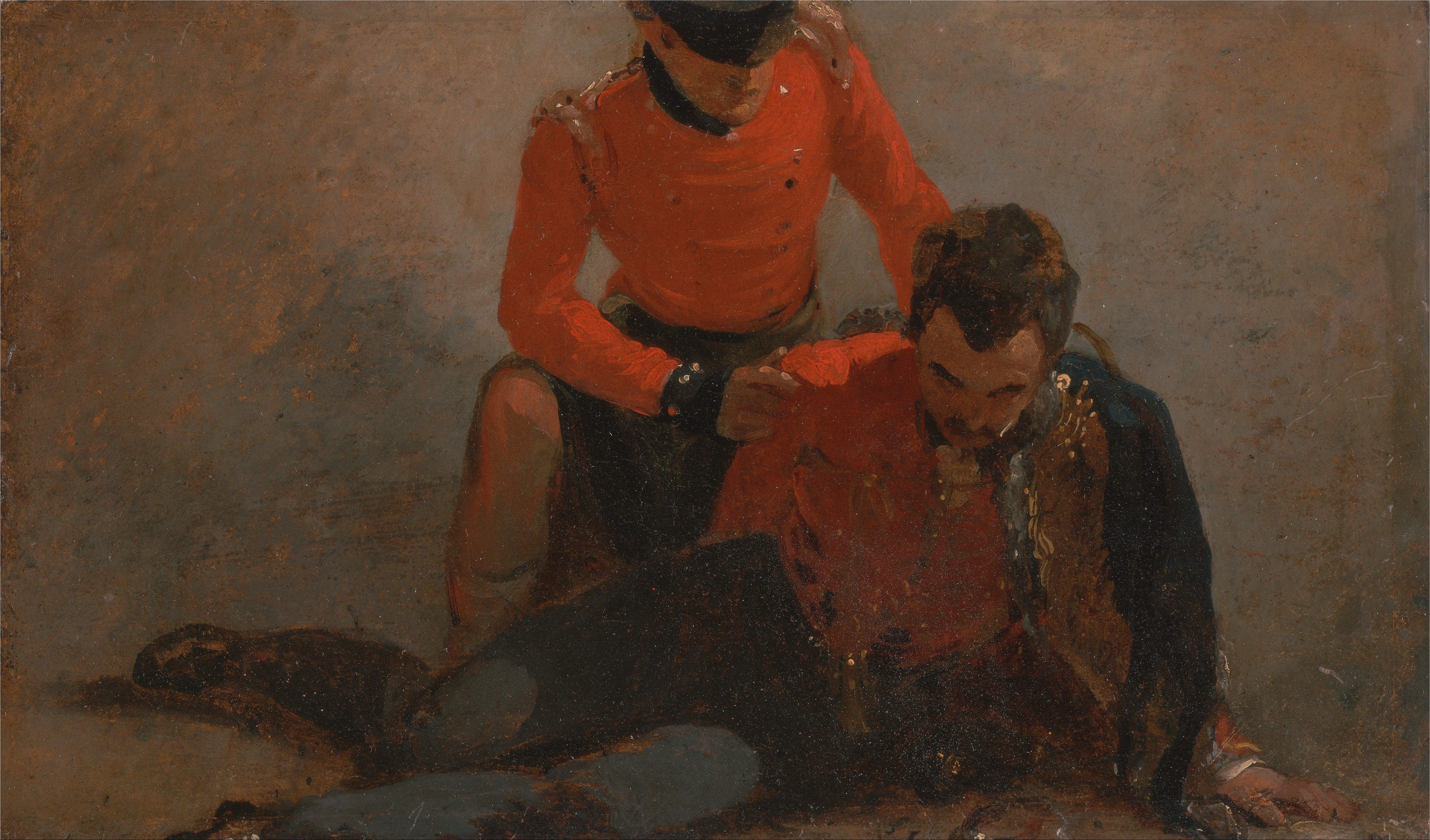
Dieses Bild von George Jones aus dem Jahre 1815 zeigt mutmaßlich den Moment von Uxbridges Verletzung

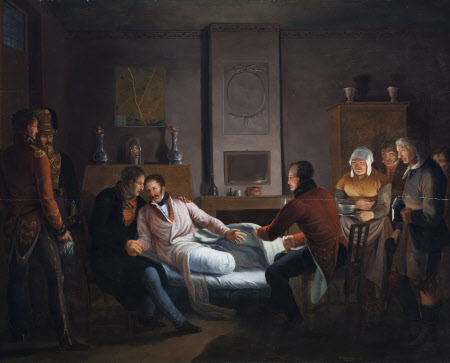
Fiktives Treffen von Wellington und Uxbridge kurz nach der Operation. Ölgemälde von Constantin-Fidele Coene (ca. 1820)

Das rechte Bein von Lord Uxbridge wurde am 18. Juni 1815 durch den Treffer einer Kanonenkugel oder einer Kartätsche in der Schlacht bei Waterloo zertrümmert und in der Folge amputiert. Dieses abgetrennte Bein von Henry William Paget, 2. Earl of Uxbridge wurde zu einer Touristenattraktion im Dorf Waterloo. Um den Verlust des Beines ranken sich heroische Anekdoten und Berichte von skurrilen Ereignissen. 
Nach der Amputation nutzte Uxbridge neuartige Beinprothesen, die nach seinem Marquess-Titel unter dem Namen Anglesey Leg patentiert wurden.

## Waterloo
Der britische Peer Lord Uxbridge führte in der Schlacht bei Waterloo die alliierte Kavallerie im Kampf gegen die Truppen Napoleons in vorderster Linie an; dabei wurden mindestens acht seiner Pferde getötet. Kurz vor Ende der Kampfhandlungen – gegen 20 Uhr – blickte er gemeinsam mit anderen hohen Offizieren auf das Schlachtfeld und diskutierte mit ihnen den Verlauf der Kämpfe. Dabei wurde er von einem der letzten Kanonenschüsse getroffen, die von den Franzosen abgefeuert wurden. Sein rechtes Knie wurde schwer verletzt.
Nach der Erinnerung des Aide-de-camp Horace Seymour, der den Verletzten vom Schlachtfeld trug, habe Uxbridge gerufen: „Schließlich hat es mich doch noch erwischt!“, worauf der Oberbefehlshaber der alliierten Truppen, der Herzog von Wellington, der sich neben ihm befand, kurz sein Fernrohr gesenkt und geantwortet habe: „Bei Gott, tatsächlich.“ Laut einer anderen, populäreren Version soll der Ausruf von Uxbridge gelautet haben: „Bei Gott, Sir, ich habe mein Bein verloren!“, was unwahrscheinlicher anmutet, da Uxbridge zu diesem Zeitpunkt noch gar nicht wissen konnte, dass er sein Bein tatsächlich einbüßen würde. Der knappe Dialog – in verschiedenen Versionen –, insbesondere die kurze Replik von Wellington gilt als unübertroffenes Beispiel für britische Zurückhaltung. Die britische Zeitung Telegraph fragte noch 2015: „Is this the most British conversation ever to be held on a battlefield?“ („Ist dies das britischste Gespräch, das je auf einem Schlachtfeld geführt wurde?“) Dieser kurze Austausch von Worten offenbare Eigenschaften, die als typisch für „Britishness“ angesehen würden: Selbstbeherrschung, Entschlossenheit sowie Mut im Angesicht der Katastrophe.
Wellingtons kühle Reaktion wird auch darauf zurückgeführt, dass seine Beziehung zu Uxbridge als „frostig“ galt: Uxbridge, Vater von acht Kindern, hatte im Jahre 1810 seine Frau verlassen, um seine langjährige Geliebte Charlotte, die Ehefrau von Wellingtons jüngerem Bruder Henry, zu heiraten, deren Mann sich wegen ihrer Untreue hatte scheiden lassen. Aber auf Befehl des Prinzregenten und von dessen Bruder, dem Duke of York, musste Wellington, der Lord Combermere vorgezogen hätte, Lord Uxbridge als stellvertretenden Oberkommandeur widerwillig akzeptieren. Wellington dazu: „Lord Uxbridge has the reputation of running away with everybody he can. I’ll take good care he don’t run away with me.“ („Lord Uxbridge hat den Ruf, möglichst mit jedem durchzubrennen. Ich werde gut aufpassen, dass er nicht mit mir durchbrennt.“) Gleichwohl lobte Wellington nach der Schlacht bei Waterloo Uxbridges Einsatz und befürwortete dessen Erhebung zum 1. Marquess of Anglesey.

## Amputation
Nachdem Lord Uxbridge verwundet worden war, wurde er in das Haus in Waterloo gebracht, das er als Hauptquartier nutzte. Dort wurde sein verletztes rechtes Bein amputiert, und zwar in der Mitte des Oberschenkels. Die Operation wurde ohne Antiseptikum oder Anästhesie durchgeführt. Uxbridge soll diese ebenso stoisch ertragen haben wie zuvor die Verletzung: „Wer würde für einen solchen Sieg nicht ein Bein hergeben?“ Er soll sich lediglich darüber beschwert haben, dass die Säge stumpf sei.
Ein Besuch Wellingtons am Krankenbett von Uxbridge kurz nach der Amputation, wie es der belgische Maler Constantin-Fidèle Coene (1780–1841) auf einem Ölgemälde darstellte, hat nie stattgefunden. Uxbridge wurde später eine jährliche Rente von 1200 £ als Entschädigung für den Verlust seines Beines angeboten, die er jedoch ablehnte.
Schätzungsweise rund 500 Soldaten der alliierten Truppen wurden an diesem und den folgenden Tagen Gliedmaßen amputiert; dabei lag die Mortalitätsrate um 70 Prozent. Die Schlacht kostete rund 50.000 Männer das Leben.

## Das Bein als Sehenswürdigkeit
Das Haus, in dem Uxbridge operiert worden war, gehörte Hyacinthe Joseph-Marie Paris. Er bat darum, das abgetrennte Bein von Uxbridge im Garten des Hauses bestatten zu dürfen, und er errichtete eine Art „Grabstein“, mit der Inschrift

« Ci est enterré la Jambe de l’illustre et vaillant comte Uxbridge, Lieutenant-Général de S. M. Brittanique, Commandant en chef de la cavalerie anglaise, belge, et hollondaise, blessé le 18 juin 1815, à la mémorable bataille de Waterloo, qui, par son héroïsme, a concouru au triomphe de la cause du genre humaine, glorieusement décidéé par l'éclatante victoire du dit jour »

„Hier liegt das Bein des erlauchten und tapferen Lord Uxbridge, Generalleutnant Seiner Britischen Majestät, Oberbefehlshaber der englischen, belgischen und niederländischen Kavallerie, verwundet am 18. Juni 1815 in der denkwürdigen Schlacht von Waterloo, der durch sein Heldentum, zum Triumph in der Sache der Menschheit beitrug, glorreich entschieden durch den durchschlagenden Sieg am besagten Tag.“

Laut diesem Artikel hatte ein „Witzbold“ zudem auf den Grabstein geschrieben:

“Here lies the Marquis of Anglesey's limb

The Devil will have the remainder of him.”

„Hier liegt das Glied des Marquis of Anglesey

Den Rest wird der Teufel holen.“

Das Bein wurde in einer Art Sarg beigesetzt.
1821 wurde ein Spottgedicht veröffentlicht, das lange Zeit – wohl fälschlicherweise – George Canning zugeschrieben wurde, in dem es heißt, Uxbridge habe dem Feind ein „Bein gestellt“. Er gehe jetzt zwar zu Bällen und ins Theater, stehe aber dennoch „mit einem Bein im Grab“. Diese Verse sollen „in allen Zeitungen“ rundgegangen sein. Der Historiker George Paget, 7. Marquess of Anglesey, ein Nachfahre von Uxbridge, vermutete indessen, der Journalist Thomas Gaspey sei der Verfasser gewesen.
Die Ruhestätte des Beins wurde zu einer Sehenswürdigkeit und zog zahlreiche Touristen an, darunter auch Angehörige der europäischen Oberschicht, angefangen vom König von Preußen bis zum Prinzen von Oranien, was für die Familie Paris eine willkommene Einnahmequelle darstellte. Sie zeigte ihnen nicht nur die Grabstelle, sondern auch den blutigen Tisch, auf dem Uxbridge während der Amputation gelegen hatte. Auch Uxbridge selbst kam zu Besuch und wurde von der Familie Paris bewirtet.
1878 kam der Sohn von Lord Uxbridge, Henry Paget, 2. Marquess of Anglesey, nach Waterloo. Dabei fand er heraus, dass die Beinknochen seines Vaters nicht mehr unter der Erde lagen, sondern offen ausgestellt waren. Der belgische Botschafter in London verlangte daraufhin von der Familie Paris die Herausgabe der Gebeine, da er diplomatische Verwicklungen befürchtete. Die Familie Paris lehnte dies ab und bot sie stattdessen der Familie Uxbridge zum Kauf an, worüber sich diese empört zeigte. Daraufhin wies der belgische Justizminister die Familie Paris an, die Gebeine erneut ordentlich zu beerdigen; stattdessen verschwanden sie. Nachdem 1934 der letzte Nachkomme der Familie Paris in Brüssel gestorben war, fand dessen Witwe die Knochen sowie Dokumente, die ihren Ursprung bezeugten, in dessen Arbeitszimmer. Es heißt, dass sie Knochen und Papiere im Heizkessel ihrer Zentralheizung verbrannte, um neuerlichen Ärger zu vermeiden.

## Das „Anglesey Leg“

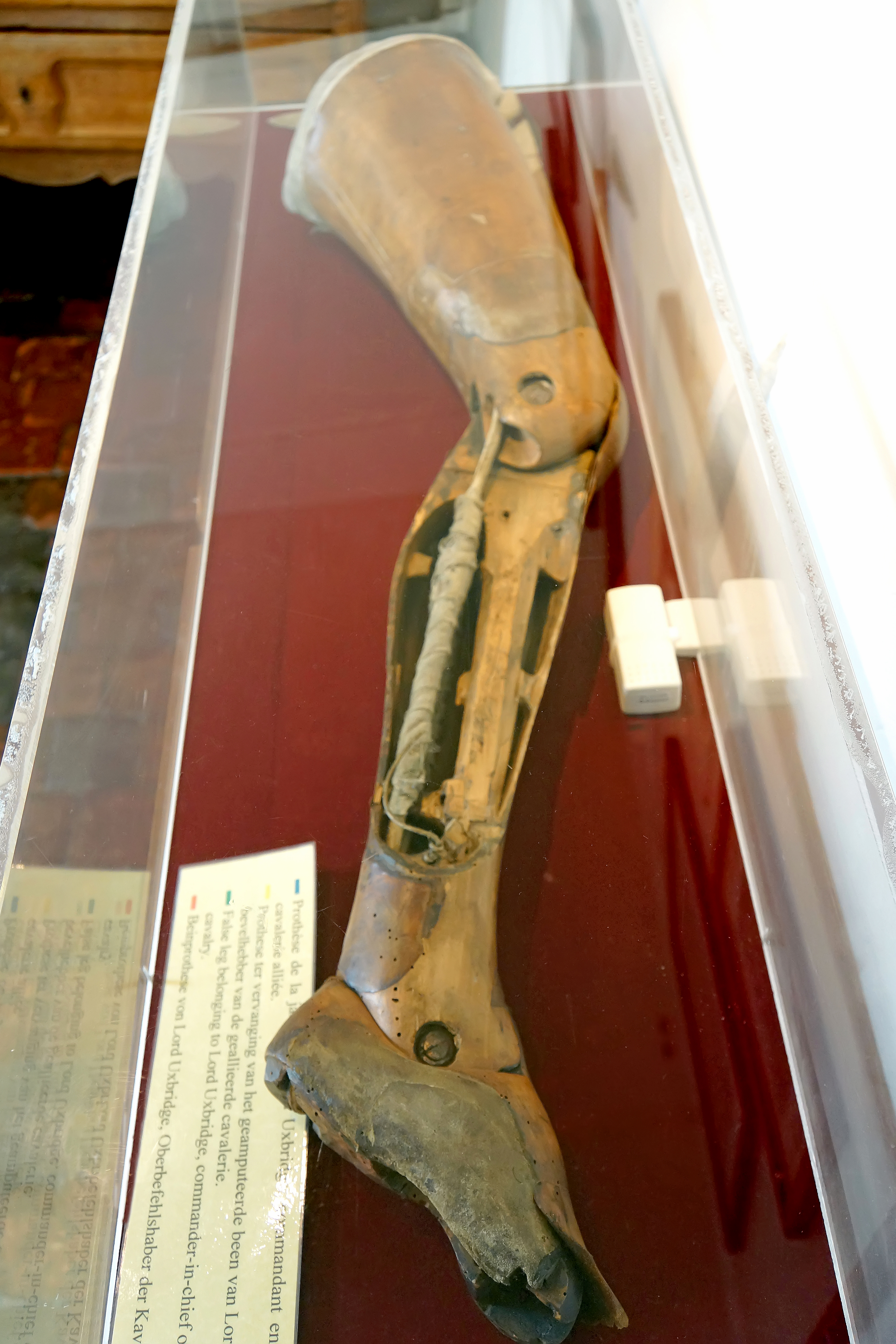
Prothese von Uxbridge im Musée Wellington in Waterloo

Uxbridge benutzte neuartige Prothesen mit Scharnierknie und -knöchel sowie hochgebogenen Zehen, mit denen ein Straucheln auf Kopfsteinpflaster verhindert werden sollte. James Potts aus Chelsea hatte dieses Modell konstruiert und ließ es als Anglesey Leg patentieren; unter diesem Namen wurde die Prothese bis 1914 in Anzeigen beworben. Uxbridge soll im Laufe seines Lebens vier Exemplare besessen haben, wobei diese verschiedenen Zwecken dienten: zum Gehen oder zum Reiten. Bis in seine 60er Jahre soll Uxbridge in der Lage gewesen sein, meilenweit zu marschieren, im Alter von 71 Jahren tanzte er auf einem Ball des Zaren in Russland. Er erhielt den Spitznamen One Leg.
Eine der erhaltenen Prothesen aus Lindenholz, Leder und Stahl ist auf dem Landsitz von Uxbridge, Plas Newydd auf der Insel Anglesey, ausgestellt. Daneben ist das Ölgemälde von Coene zu sehen, das Charles Paget, 8. Marquess of Anglesey 1992 dem National Trust gestiftet hat. Eine weitere Prothese befindet sich im Musée Wellington in Waterloo.

„Das zu Bradford in England für Lord Uxbridge verfertigte Bein von Korkholz ist in seiner Art sehr merkwürdig. Die Federn an dem Knie und am Fuße gehen so leicht, daß der General fast ebenso gut gehen, sitzen und sich frei bewegen kann, als da[s] mit einem natürlichen Fuße der Fall ist.“

Die Säge, mit der das Bein von Lord Uxbridge amputiert wurde, sowie der blutige Handschuh des bei der Amputation anwesenden Adjutanten von Uxbridge, Thomas Wildman, werden im National Army Museum in London aufbewahrt.